# Meriwether Lewis
Meriwether Lewis, ameriški raziskovalec, vojak in javni uslužbenec, * 18. avgust 1774, † 11. oktober 1809
Najbolj znan je bil po svoji vlogi vodje Lewisove in Clarkove odprave z Williamom Clarkom. Njihova naloga je bila raziskati ozemlje Louisianskega nakupa, vzpostaviti trgovino in suverenost nad domorodci v bližini reke Missouri ter si pred evropskimi narodi prisvojiti pacifiški severozahod in deželo Oregon (območje, ki je sestavljalo deželo Oregon, zdaj leži znotraj današnjih meja kanadske province Britanska Kolumbija in celotnih ameriških zveznih držav Oregon, Washington in Idaho, pa tudi delov Montane in Wyominga) za Združene države. Zbirali so tudi znanstvene podatke in informacije o domorodnih narodih. Predsednik Thomas Jefferson ga je leta 1806 imenoval za guvernerja Zgornje Louisiane. Umrl je zaradi strelnih ran v dejanju samomora.

## Drugi viri
- Meriwether Lewis on The History Channel
- Meriwether Lewis Park and Burial Site
- Meriwether Lewis's grave on Find-A-Grave
- Lewis and Clark Arhivirano 2015-01-07 na Wayback Machine. at C-SPAN's American Writers: A Journey Through History